# Сива топола
Сивата топола (Populus canescens) е вид бързорастящо, стройно дърво, разглеждано понастоящем като естествен хибрид на бялата топола и трепетликата. Расте върху влажни почви обикновено в близост до водни тела – реки, езера и пр. Ботаническият епитет „canescens“ (лат.) се отнася до „побеляващите“ (отдолу) листа. В България сивата топола е установена във всички области до 1000 м н.в.

## Разпространение
Видът се среща в зоните, където ареалите на двата родителски вида са в контакт или се припокриват: от планинските долини до равнините в Европа, Мала Азия и Кавказ, през Евразийската степ до Централна Азия (Западен Китай). Като инвазивен вид се открива в Южна Африка, Австралия, източните части на САЩ и Канада.

## Описание и характеристики
Eдри дървета, в отделни случаи достигат височина 42 м. Развиват форма с цилиндричен, прав ствол и повдигната, разперена корона, понякога са многостъблени, образуват издънки изобилно. Пределната им възраст е около 220 години; стъблото на вековна топола от вида Populus canescens може да достигне обиколка 9,6 м.
Кората е сива, едро набраздена и по-тъмна към основата, сребриста и гладка по крайните клони и младите стъбла, изпъстрена с редове от характерните за род Populus едри лентицели.
Старите клонки са сиви, едногодишните – светлокафяви, лъскави или покрити с мъхест слой; пъпките са продълговати, червеникави, разположени последователно.
Листата имат яйцевидна, елиптична или кръгла форма, с едро назъбен до вълнообразен ръб и сплескани, гладки дръжки; по издънките и по избуяващите в средата на годината филизи се появяват ъгловати листа с бяла, „велурена“ (покрита нагъсто от фини, меки власинки) долна страна и едва загатнати дялове, подобни на странични връхчета, но не и същинската длановидна форма, разпознаваема при бялата топола.
Сивата топола е двудомно растение – върху всяко отделно дърво могат да се открият или мъжки, или женски цветове, формиращи цилиндрични, увиснали реси. Цъфтежът е рано напролет. Мъжките съцветия са с дължина около 5 – 10 см; всеки цвят има между 8 и 15 (8 – 10) тичинки с ръждивочервени прашници. Женските реси са с дължина от 2 до 10 см. Цветовете имат ресничести, слабо наделени прицветници, женските цветове са с горен яйчник. Плодът е двуделна разпуклива кутийка с дължина 3 – 4 мм, плододаването е през май, семената са снабдени с хвърчилка.